# Ceratophysella communis
Ceratophysella communis är en urinsektsart som först beskrevs av James P. Folsom 1897.  Ceratophysella communis ingår i släktet Ceratophysella och familjen Hypogastruridae. Inga underarter finns listade i Catalogue of Life.